# Xanthisma
Xanthisma é um género botânico pertencente à família Asteraceae.